# Flotylla Przymorska
Flotylla Przymorska – wyższy związek taktyczny Sił Zbrojnych Federacji Rosyjskiej w strukturach Floty Oceanu Spokojnego.
Zadaniem Flotylli Przymorskiej było gwarantowanie bezpieczeństwa rosyjskim interesom polityczno-gospodarczym w regionie Azji Południowo-Wschodniej oraz Pacyfiku.

## Struktura organizacyjna
1989–1991
- dowództwo
- 36 Dywizja Okrętów Rakietowych
- 22 DMSD
- 47 Brygada Okrętów Obrony Rejonu Wodnego
- 44 Brygada Okrętów ZOP
- 193 Brygada Okrętów Rakietowych
- 38 Brygada Okrętów Rozpoznawczych
- 34 Brygada Okrętów Ratowniczych
- 72 Brygada Okrętów Podwodnych w Budowie/ Remoncie
- 4 Brygada Okrętów Podwodnych w Budowie/ Remoncie
- 31 Brygada Okrętów Wsparcia

2008
- dowództwo
- 36 Dywizja Okrętów Nawodnych
- 165 Brygada Okrętów Obrony Rejonu Wodnego
- 44 Brygada Okrętów ZOP
- 100 Brygada Okrętów Desantowych
- (38) dywizjon Okrętów Rozpoznawczych
- 34 Brygada Okrętów Ratowniczych
- 72 Brygada Okrętów PRem
- 31 Brygada Okrętów Wsparcia